# Giovan Battista Landeschi
Giovan Battista Landeschi, passato alla storia come il parroco samminiatese, e anche il “Socrate rustico” (Firenzuola, 1721 – Castelfiorentino, 30 novembre 1783), è stato un presbitero e agronomo italiano.

## Biografia
La madre, il cui nome è sconosciuto, e il padre Francesco Landeschi, lo ebbero insieme ad altri due figli.
Lo zio Mentecatti lo introdusse agli studi ecclesiastici per l'ordinazione sacerdotale. Il 25 giugno del 1753 venne nominato parroco della chiesa di Sant'Angelo a Montorzo.
Landeschi fece pubblicare in maniera anonima e su indicazione di Angelo Spannocchi, vicario di ideologia fisiocratica, un suo scritto in una tipografia fiorentina nel 1775 dal titolo Saggi di agricoltura di un parroco samminiatese. L'ampia prefazione di Spannocchi venne tradotta l'anno seguente in francese e pubblicata sul periodico Nouvelles Éphémérides Économiques. Il libro è un insieme di testi personali sulle ventennali esperienze pratiche della lavorazione delle colline intorno ai poderi parrocchiali. L'unico autore citato nei Saggi è Cosimo Trinci.
Passa gli ultimi anni della sua vita assieme al fratello Gaetano Landeschi che presta servizio nella parrocchia di Santa Maria a Lungotuono, la chiesa dove è sepolto.